# Courchamp
Courchamp és un municipi francès, situat al departament de Sena i Marne i a la regió d'Illa de França. L'any 2007 tenia 153 habitants.
Forma part del cantó de Provins, del districte de Provins i de la Comunitat de comunes del Provinois.

## Demografia

### Població
El 2007 la població de fet de Courchamp era de 153 persones. Hi havia 56 famílies, de les quals 16 eren unipersonals (8 homes vivint sols i 8 dones vivint soles), 16 parelles sense fills i 24 parelles amb fills.
La població ha evolucionat segons el següent gràfic:
Habitants censats

### Habitatges
El 2007 hi havia 76 habitatges, 57 eren l'habitatge principal de la família, 11 eren segones residències i 8 estaven desocupats. Tots els 76 habitatges eren cases. Dels 57 habitatges principals, 50 estaven ocupats pels seus propietaris, 6 estaven llogats i ocupats pels llogaters i 1 estava cedit a títol gratuït; 1 tenia dues cambres, 7 en tenien tres, 14 en tenien quatre i 35 en tenien cinc o més. 55 habitatges disposaven pel capbaix d'una plaça de pàrquing. A 27 habitatges hi havia un automòbil i a 28 n'hi havia dos o més.

### Piràmide de població
La piràmide de població per edats i sexe el 2009 era:
| Homes | Edats   | Dones |
| ----- | ------- | ----- |
| 0     | 95 o +  | 0     |
| 0     | 90 a 94 | 0     |
| 0     | 85 a 89 | 4     |
| 0     | 80 a 84 | 4     |
| 0     | 75 a 79 | 12    |
| 4     | 70 a 74 | 4     |
| 4     | 65 a 69 | 0     |
| 8     | 60 a 64 | 4     |
| 0     | 55 a 59 | 4     |
| 8     | 50 a 54 | 4     |
| 4     | 45 a 49 | 4     |
| 8     | 40 a 44 | 4     |
| 0     | 35 a 39 | 12    |
| 4     | 30 a 34 | 0     |
| 0     | 25 a 29 | 4     |
| 0     | 20 a 24 | 4     |
| 8     | 15 a 19 | 0     |
| 4     | 10 a 14 | 4     |
| 0     | 5 a 9   | 0     |
| 0     | 0 a 4   | 0     |

## Economia
El 2007 la població en edat de treballar era de 99 persones, 64 eren actives i 35 eren inactives. De les 64 persones actives 61 estaven ocupades (33 homes i 28 dones) i 3 estaven aturades (1 home i 2 dones). De les 35 persones inactives 12 estaven jubilades, 12 estaven estudiant i 11 estaven classificades com a «altres inactius».

### Ingressos
El 2009 a Courchamp hi havia 58 unitats fiscals que integraven 149 persones, la mediana anual d'ingressos fiscals per persona era de 19.869 €.

### Activitats econòmiques
Dels 6 establiments que hi havia el 2007, 2 eren d'empreses de construcció, 1 d'una empresa de comerç i reparació d'automòbils, 1 d'una empresa d'informació i comunicació, 1 d'una empresa de serveis i 1 d'una entitat de l'administració pública.
Dels 2 establiments de servei als particulars que hi havia el 2009, 1 era un paleta i 1 fusteria.
L'únic establiment comercial que hi havia el 2009 era una botiga de material esportiu.
L'any 2000 a Courchamp hi havia 5 explotacions agrícoles.

## Poblacions més properes
El següent diagrama mostra les poblacions més properes.